# وكيل الدولة
أفنان يزدي (بالفارسية: افنان یزدی، الملقب بـ Vakílu'd-Dawlih؛ 1830 – 1909)، المعروف أيضًا باسم الحاج ميرزا محمد تقي، كان من أتباع حضرة بهاءالله، مؤسس الدين البهائي. وقد تم التعرف عليه كأحد رسل بهاءالله التسعة عشر.
كان أفنان، ابن عم الباب، وهو المهندس الرئيسي لأول بيت عبادة بهائي في عشق آباد (الموجودة حاليًا في تركمانستان)، الذي بدأ بناءه عبد البهاء في عام 1902 أو نحو ذلك.

## الروابط الخارجية
- الحاج ميرزا محمد تقي – قسم من أذكار المؤمنين ، ص. 126.